# Uruguay hadereje
Uruguay hadereje a szárazföldi erőkből, a légierőből és a haditengerészetből áll.

## Fegyveres erők létszáma
- Aktív: 23 900 fő

## Szárazföldi erők
Létszám
15 200 fő
Állomány
- 5 gyalog dandár
- 3 lovas dandár
- 2 tüzér dandár
- 2 műszaki dandár

Felszerelés
- 15 db harckocsi (T–55)
- 70 db közepes harckocsi
- 30 db felderítő harcjármű
- 15 db páncélozott gyalogsági harcjármű (BMP–1)
- 140 db páncélozott szállító jármű
- 61 db tüzérségi löveg: 56 db vontatásos, 5 db önjáró

## Légierő
Létszám
3000 fő
Állomány
- 2 harci feladatú század

Felszerelés
- 28 db harci repülőgép
- 12 db szállító repülőgép
- 14 db helikopter

## Haditengerészet
Létszám
5700 fő
Hadihajók
- 3 db fregatt
- 8 db járőrhajó
- 6 db vegyes feladatú hajó

Haditengerészeti légierő
- 2 db repülőgép
- 6 db helikopter

Tengerészgyalogság
- 1 zászlóalj